# Sucesión de Borgoña (1032-1034)
La sucesión de Borgoña fue una crisis de sucesión relativa a la corona real de Borgoña provocada por la Rodolfo III sin descendencia y la extinción de la dinastía de los Rodolfos. El conflicto, que tuvo lugar entre 1032 y 1034, vio enfrentarse a Eudes II de Blois, el pariente más cercano del rey fallecido, y a Conrado el Salio, defensor de las disposiciones testamentarias del difunto rey Rodolfo III que había hecho a favor de su hijo, el futuro Enrique III. La resolución de este conflicto hará que el reino de Borgoña entre definitivamente en el Sacro Imperio Romano Germánico y en la órbita germánica durante los siglos venideros.

## Contexto y fuerzas involucradas
Rodolfo III, último rey de Borgoña (r. 993-1032), muerto sin descendientes el 6 de septiembre de 1032, había instituido como heredero a su sobrino nieto el futuro Enrique III, hijo del emperador germánico Conrado II, el Salio, marido de una de sus sobrinas. Ese testamento había sido arrancado tras una gran lucha por la dinastía otoniana. El emperador Enrique II (r. 1014-1024), sobrino de Rodolfo a través de su hermana Gisela de Borgoña, era un candidato natural, pero su reconocimiento por Rodolfo en 1016 en Estrasburgo como heredero había conducido a la primera revuelta aristocrática masiva en la historia del reino, encabezada por Otte-Guillermo de Borgoña, el poderoso conde de Borgoña. Una vez derrotados, el testamento se renovó en 1018. La muerte de Enrique II en 1024 puso de nuevo todo en juego. Efectivamente, el heredero de Enrique II, Conrado II, no estaba directamente relacionado con los rodolfos, siendo únicamente el marido de su sobrina Gisela de Suabia. Conrado debió de resolver un golpe de Estado tomando la ciudad de Basilea en 1025, un importante obispado de Borgoña, para obtener la renovación del testamento a favor de su hijo y sobrino nieto de Rodolfo, a cambio de la restitución de la ciudad episcopal.
Sin embargo, otro sobrino de Rodolfo, el poderoso conde Eudes II de Blois, hijo de su hermana mayor Berta de Borgoña, tenía un vínculo dinástico que prevalecía claramente sobre el de Enrique III. Tan pronto como murió su tío, Rodolfo III, suscitó una nueva revuelta de los señores feudales y prelados del reino de Borgoña contra Conrado II. Si bien el hijo del anterior líder rebelde, el conde Renaud I de Borgoña, no parece haber estado involucrado en esa revuelta, el campo blésista estaba formado por el conde de Ginebra Gérold, que también era sobrino nieto de Rodolfo, de  Urard/Everard, obispo de Maurienne y del arzobispo de Lyon, Burcardo III.· Otros señores seculares menores también parecen haber tomado parte en el conflicto en el campo de los Blesistas, como los Sires de Joux, los condes ecuestres de la familia de los Monts o los Sires de Grandson.
Frente a ellos, Conrado el Salio recibió inicialmente solo el apoyo de la reina viuda de Rodolfo III, Ermengarda de Moriana, y de sus parientes como el conde Humberto, que era probablemente su hermano o al menos un pariente cercano, y de los señores laicos borgoñones de cultura germánica fronteriza con Suabia, como los señores de Lenzburg o de Oltingen. También tenía como prueba de su legitimidad el conjunto de regalia del Reino que le fueron llevadas por un hombre llamado Seliger por instrucción de un moribundo Rodolfo III.

## Desarrollo
Fue Eudes II de Blois quien tomó la iniciativa poniendo rápidamente sitio a Vienne a finales del año 1032 cuando obligó a la sumisión del arzobispo de Vienne Léger. Después de haber recibido el homenaje de algunos grandes provenzales, decidió dirigirse hacia el corazón del Reino, la Transjurana. En ese momento, Eudes II de Blois pudo haberse hecho coronar por sus partidarios rey de Borgoña en Lausana.
El emperador se enteró de la muerte de Rodolfo III mientras se encontraba en el Elba preparando una campaña contra sus vecinos del este. Canceló apresuradamente esta última para asegurar la herencia borgoñona y se encontraba a finales de año en Estrasburgo para preparar una campaña de sometimiento del país. Un primer encuentro entre los dos bandos tuvo lugar a orillas del lago de Neuchâtel, y la ciudad homónima fue devastada por un incendio resultante del enfrentamiento. Continuando con el avance, Conrado el Salio se hizo coronar por poder por su hijo en Payerne en enero de 1033 y luego quiso forzar las fortificaciones de Transjurana en las que se basaba la defensa de Eudes asediando el castillo de Morat en febrero de 1033, pero un invierno particularmente duro (que se dice que heló los cascos de los caballos en el suelo hasta el punto de que tuvieron que ser liberados con un hacha) obligó a su retirada a Zúrich, territorio imperial.
Mientras Eudes había regresado a sus tierras de Champaña en la primavera de 1033 para organizar la continuación de las operaciones y reunir nuevas tropas, el Emperador decidió utilizar la pluma además de la espada, y se reunió en mayo del mismo año con el rey de Francia Enrique I en Deville sobre el Mosa para atar con él una alianza contra ese turbulento vasallo. Mientras el rey de Francia atacaba Sens en las tierras turenas de Eudes, Conrado decidió abrir un nuevo frente contra este último asolando sus tierras de Champaña, fronterizas con la Lorena imperial. Terminó obteniendo una victoria decisiva contra Eudes a fines del verano de 1033 cuando este último estaba sitiando Toul. El conde de Blois se sometió entonces, renunciando solemnemente a la corona de Borgoña y a la herencia de su tío Rodolfo.
Después de haber dominado a Eudes, en lugar de volver a intentar una campaña de invierno como el año anterior, Conrado decidió tomarse un tiempo para acabar con los rebeldes de la Transjurana, de quienes sabía que no tenían los medios para montar una ofensiva. Tuvo una dieta en Ratisbona donde se planeó la secuencia de eventos. Además de su ejército germánico, el emperador apeló al arzobispo de Milán Héribert y al marqués Bonifacio III de Toscana para tomar Borgoña en una mordaza con un segundo ejército imperial de Italia.
Los dos ejércitos imperiales se encontraron el 1 de agosto de 1034 en Ginebra después de haber reducido los últimos focos de resistencia en el camino, que eran los castillos de Morat y Joux, y fue allí donde los últimos rebeldes, aislados desde la rendición de Eudes, hicieron su sumisión al emperador. Durante una ceremonia, Conrado fue aclamado por sus tres pueblos (germanos, italianos y borgoñones) como tres veces rey. Fue en esa ocasión en la que el monje Gérald l'Allobroge, el futuro papa Nicolás II, entró al servicio de Bonifacio III y partió con él para Italia.

## Posteridad
Se trataba así esencialmente del final de la guerra de sucesión. Ese conflicto resultará en la modificación marginal de la composición de las élites seculares en Transjurana. Si bien se observó un cierto declive de la influencia romana en beneficio de las élites germánicas, no se asistió a una sustitución de esas élites por los fieles llegados de Germania, lo que ya refleja el arraigo local de las élites y prefigura los inicios de los grandes principados locales en un reino que durante mucho tiempo había logrado conservar un modo de funcionamiento carolingio.
Líder de los rebeldes, Burcardo III de Aosta perdió la archidiócesis de Lyon y retuvo solo la abaciato de San Mauricio de Agaune después de pasar algún tiempo en las cárceles de Ulrich de Lenzbourg mientras Gérold de Ginebra retuvo su principado, aunque debió de contentarse con el título de conde y no ya el de príncipe. La Casa de los Monts perdió la investidura del condado ecuestre y conservó sólo la castellanía de Mont-sur-Rolle, así como los señores de Grandson que perdieron el título condal, mientras que la primera casa de los Sires de Joux desapareció por completo.
Al mismo tiempo, recompensó a sus partidarios, en primer lugar de los cuales Humbert-aux-Blanches-Mains, que se convierte en conde de Maurienne y Aosta y fundador de la Casa de Saboya. También accedieron al título condal los señores de Oltigen y Lenzburg, ocupando este último incluso la sede episcopal de Lausana y el cargo oficina de Reichsvogt —representante laico del Emperador— de Zúrich. Este período también marca el nacimiento del condado de Neuchâtel que se entregó, devastado, a un digno oficial de Conard llamado Ulrico, quizás el hijo de un tal Seliger que había llevado las insignias de Borgoña a Conrad al comienzo del conflicto.
Eudes II de Blois intentará por última vez tomar las armas contra el emperador en relación con Borgoña a solicitud de los grandes italianos, pero morirá en el campo de batalla en Lorena, en Commercy, en 1037. Ese mismo año vio la coronación oficial de Enrique III, de 20 años, como rey de Borgoña todavía en vida de su padre. Un último intento de rebelión tendrá lugar en 1044 por instigación de Gérold de Ginebra y Renaud I de Borgoña, pero serán derrotados al año siguiente por el conde Luis de Montbéliard y se someterán definitivamente a Enrique III. Esta fecha marca el fin de las convulsiones sucesorias y la completa integración del Reino en el Imperio, título que los emperadores utilizarán hasta finales del siglo XIV y la desintegración definitiva del poder imperial dentro del antiguo Reino de Borgoña, salvo el Franco Condado.